# Hipismo nos Jogos Pan-Americanos de 2019
As competições de Hipismo nos Jogos Pan-Americanos de 2019 em Lima, Peru, foram realizadas de 27 de julho a 10 de agosto. A sede para a competição foi o Equestrian Club Militar La Molina. Um total de 150 foram inscritos para competir nas três disciplinas de  adestramento, CCE e saltos, cada uma com um evento individual e um por equipes.
Todas as três disciplinas foram classificatórias para os Jogos Olímpicos de Verão de 2020 em Tóquio, Japão.

## Calendário
| Julho/ Agosto | Julho/ Agosto     | 24 | 25 | 26 | 27 | 28 | 29 | 30 | 31 | 1 | 2 | 3 | 4 | 5 | 6 | 7 | 8 | 9 | 10 | 11 |
| ------------- | ----------------- | -- | -- | -- | -- | -- | -- | -- | -- | - | - | - | - | - | - | - | - | - | -- | -- |
| Hipismo       | Adestramento      |    |    |    |    |    | 1  |    | 1  |   |   |   |   |   |   |   |   |   |    |    |
| Hipismo       | Concurso completo |    |    |    |    |    |    |    |    |   |   |   | 2 |   |   |   |   |   |    |    |
| Hipismo       | Salto             |    |    |    |    |    |    |    |    |   |   |   |   |   |   | 1 |   | 1 |    |    |

|  | Dia de competição |  | Dia de final |

## Medalhistas
| Adestramento individual detalhes  | Sarah Lockman (First Apple) USA Estados Unidos                                                                                            | Tina Irwin (Laurencio) CAN Canadá                                                                                            | Jennifer Baumert (Handsome ) USA Estados Unidos |  |  |  |
| Adestramento por equipes detalhes | Jill Irving (Degas 12) Tina Irwin (Laurencio) Lindsay Kellock (Floratina) Naïma Moreira-Laliberté (Statesman) CAN Canadá                  | Nora Batchelder (Faro SQF) Jennifer Baumert (Handsome) Sarah Lockman (First Apple) USA Estados Unidos                        | Leandro Aparecido da Silva (Dicaprio) João Paulo dos Santos (Carthago Comando SN) João Victor Marcari Oliva (Biso das Lezirias) Pedro de Almeida (Aoleo) BRA Brasil |  |  |  |
|                                   | | | |  |  |  |
| CCE individual detalhes           | Boyd Martin (Tsetserleg) USA Estados Unidos                                                                                               | Lynn Symansky (RF Cool Play) USA Estados Unidos                                                                              | Carlos Parro (Quaikin Qurious) BRA Brasil |  |  |  |
| CCE por equipes detalhes          | Lynn Symansky (RF Cool Play) Tamie Smith (Mai Baum) Doug Payne (Starr Witness) Boyd Martin(Tsetserleg) USA Estados Unidos                 | Ruy Fonseca (Ballypatrick SRS) Rafael Losano (Fuiloda G) Marcelo Tosi (Starbucks) Carlos Parro (Quaikin Qurious) BRA Brasil  | Karl Slezak (Fernhill Wishes) Dana Cooke (Mississippi) Colleen Loach (Golden Eye) Jessica Phoenix (Pavarotti) CAN Canadá                                            |  |  |  |
|                                   | | | |  |  |  |
| Saltos individual detalhes        | Marlon Zanotelli (Sirene de la Motte) BRA Brasil                                                                                          | José Maria Larocca (Finn Lente) ARG Argentina                                                                                | Beezie Madden (Breitling LS) USA Estados Unidos |  |  |  |
| Saltos por equipe detalhes        | Marlon Zanotelli (Sirene de la Motte) Eduardo Menezes (H5 Chaganus) Rodrigo Lambre (Chacciama) Pedro Veniss (Quabri de'l Isle) BRA Brasil | Enrique González (Chacna) Eugenio Garza (Armani SL Z) Lorenza O'Farrill (Queens Darling) Patricio Pasquel (Babel) MEX México | Alex Granato (Carlchen W) Lucy Deslauriers (Hester) Eve Jobs (Venus d'Fees des Hazalles) Beezie Madden (Breitling LS) USA Estados Unidos                            |  |  |  |

## Classificação
Um total de 150 cavaleiros e amazonas (48 no adestramento, 48 no CCE e 54 nos saltos) competiram. Um máximo de 12 atletas podem competir por uma nação em todos os eventos (máximo de quatro por disciplina). Os atletas se classificaram através de vários eventos classificatórios e rankings.

## Quadro de medalhas
| Ordem | País               | Medalha de ouro | Medalha de prata | Medalha de bronze |    |
| ----- | ------------------ | --------------- | ---------------- | ----------------- | -- |
| 1     | USA Estados Unidos | 3               | 2                | 3                 | 8  |
| 2     | BRA Brasil         | 2               | 1                | 2                 | 5  |
| 3     | CAN Canadá         | 1               | 1                | 1                 | 3  |
| 4     | ARG Argentina      |                 | 1                |                   | 1  |
|       | MEX México         |                 | 1                |                   | 1  |
| TOTAL | TOTAL              | 6               | 6                | 6                 | 18 |